# Biblioteca Pública de Queens
La Biblioteca Pública de Queens (idioma inglés: Queens Library) es el sistema de bibliotecas del Queens, Nueva York, Estados Unidos. La biblioteca central está en el barrio de  Jamaica.
Aunque se organizó en 1858 por suscripción, la Biblioteca Central original en Parsons Boulevard en Jamaica se abrió en 1930 y luego se amplió con una arquitectura temática del Renacimiento Renacentista de cuatro pisos. Desde la fundación de la primera biblioteca de Queens en Flushing en 1858, la Biblioteca Pública de Queens se ha convertido en uno de los sistemas de bibliotecas públicas más grandes de los Estados Unidos, con 62 sucursales en todo el municipio. La Biblioteca Pública de Queens atiende a la población de Queens de casi 2,3 millones, incluida una de las poblaciones de inmigrantes más grandes del país. En consecuencia, un gran porcentaje de las colecciones de la biblioteca están en otros idiomas además del inglés , particularmente en español , chino, coreano y ruso. La Biblioteca Pública de Queens está separada tanto de la Biblioteca Pública de Nueva York , que sirve al Bronx , Manhattan y Staten Island , como de la Biblioteca Pública de Brooklyn , que sólo sirve a Brooklyn .

## Historia
La primera biblioteca de Queens se fundó en 1858 en Flushing como un servicio de suscripción. Se convirtió en una biblioteca de libre circulación en 1869.
A finales del siglo XIX, se fundaron varias bibliotecas locales en el oeste de Queens. Las bibliotecas de Astoria , Long Island City y Steinway formaron la Biblioteca Pública de Long Island City en 1896, convirtiéndose en la primera biblioteca de múltiples sucursales de Queens. En 1901, poco después de la consolidación de Queens en la ciudad de Nueva York , el gobierno de la ciudad propuso una nueva carta que uniera todas las bibliotecas de Queens a la Biblioteca Pública del condado de Queens . Todas las bibliotecas públicas firmaron, excepto Flushing, que permaneció independiente hasta 1903.  La Biblioteca Pública de Queens Borough se incorporó oficialmente en 1907.

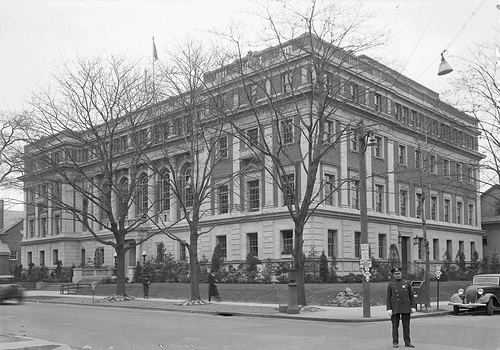
La antigua Biblioteca Central

Debido a la amplia variación en la densidad de población en Queens, en 1906, la Biblioteca Pública del Distrito de Queens estableció pequeñas sucursales en los escaparates y áreas comerciales bajo el programa de Bibliotecas Itinerantes. Con estas sucursales, Queens Library creció rápidamente y finalmente abrió sucursales importantes en casi todos los vecindarios de Queens.
La Biblioteca Central original en Parsons Boulevard en Jamaica fue inaugurada en 1930 y ampliada con fondos de Works Progress Administration en 1941. Era un espléndido edificio  de cuatro plantas. A pesar de su elegancia, era demasiado pequeño para la demanda y fue reemplazado por una instalación nueva y más espaciosa en 1966, gracias a los esfuerzos persistentes del director de la biblioteca, Harold W. Tucker.
Una donación por parte de  Andrew Carnegie de 240 000 dólares  se utilizaron para la construcción de siete nuevas bibliotecas Carnegie entre 1904 y 1924 en las áreas más densamente pobladas del distrito. Cuatro de estos edificios (Astoria, Poppenhusen, Richmond Hill y Woodhaven) todavía están en uso. Se caracterizan por su majestuosa solidez y costosos detalles decorativos. La rama Flushing de la era Carnegie fue demolida para edificar un edificio más moderno en la década de 1950, y la rama Far Rockaway fue destruida por un incendio en 1962. 
Las sucursales de la biblioteca se agregaron lentamente a medida que la población del municipio se expandió. En 1946, la Biblioteca Pública del Condado de Queens tenía 44 sucursales más la Biblioteca Central y una biblioteca móvil muy activa . 
Se había aprobado la construcción de muchas sucursales adicionales entre 1954 y 1965, pero no se terminaron debido a la crisis fiscal de la ciudad de Nueva York . La Ley federal de construcción y servicios bibliotecarios otorgó fondos adicionales al sistema de bibliotecas para terminar las sucursales de la Biblioteca Central, Flushing y Far Rockaway. En la década de 1990 se reavivó el interés por completar las ramas propuestas. En 1998, se abrió la nueva Biblioteca Pública del Condado de Queens en Flushing, y se abrieron otras 4 sucursales entre 1999-2007. La Biblioteca de Queens recibió más de 269 millones de dólares en fondos de capital entre los años fiscales 2005-2013.
La Biblioteca Pública de Queens Borough pasó a llamarse Biblioteca de Queens en algún momento del pasado. En abril de 2019, se le cambió el nombre nuevamente a Biblioteca Pública de Queens, con el nuevo lema «Hablamos su idioma».

## Bibliotecas
- Biblioteca Central
- Arverne
- Astoria
- Auburndale
- Baisley Park
- Bay Terrace
- Bayside
- Bellerose
- Briarwood
- Broad Channel
- Broadway
- Cambria Heights
- Corona
- Court Square
- Douglaston/Little Neck
- East Elmhurst
- East Flushing
- Elmhurst
- Far Rockaway
- Flushing
- Forest Hills
- Fresh Meadows
- Glen Oaks
- Glendale
- Hillcrest
- Hollis
- Howard Beach
- Jackson Heights
- Kew Gardens Hills
- Langston Hughes
- Laurelton
- Lefferts
- Lefrak City
- Long Island City
- Maspeth
- McGoldrick
- Middle Village
- Mitchell-Linden
- North Forest Park
- North Hills
- Ozone Park
- Península
- Pomonok
- Poppenhusen
- Queens Village
- Queensboro Hill
- Rego Park
- Richmond Hill
- Ridgewood
- Rochdale Village
- Rosedale
- Seaside
- South Hollis
- South Jamaica
- South Ozone Park
- St. Albans
- Steinway
- Sunnyside
- Whitestone
- Windsor Park
- Woodhaven
- Woodside

## Galería

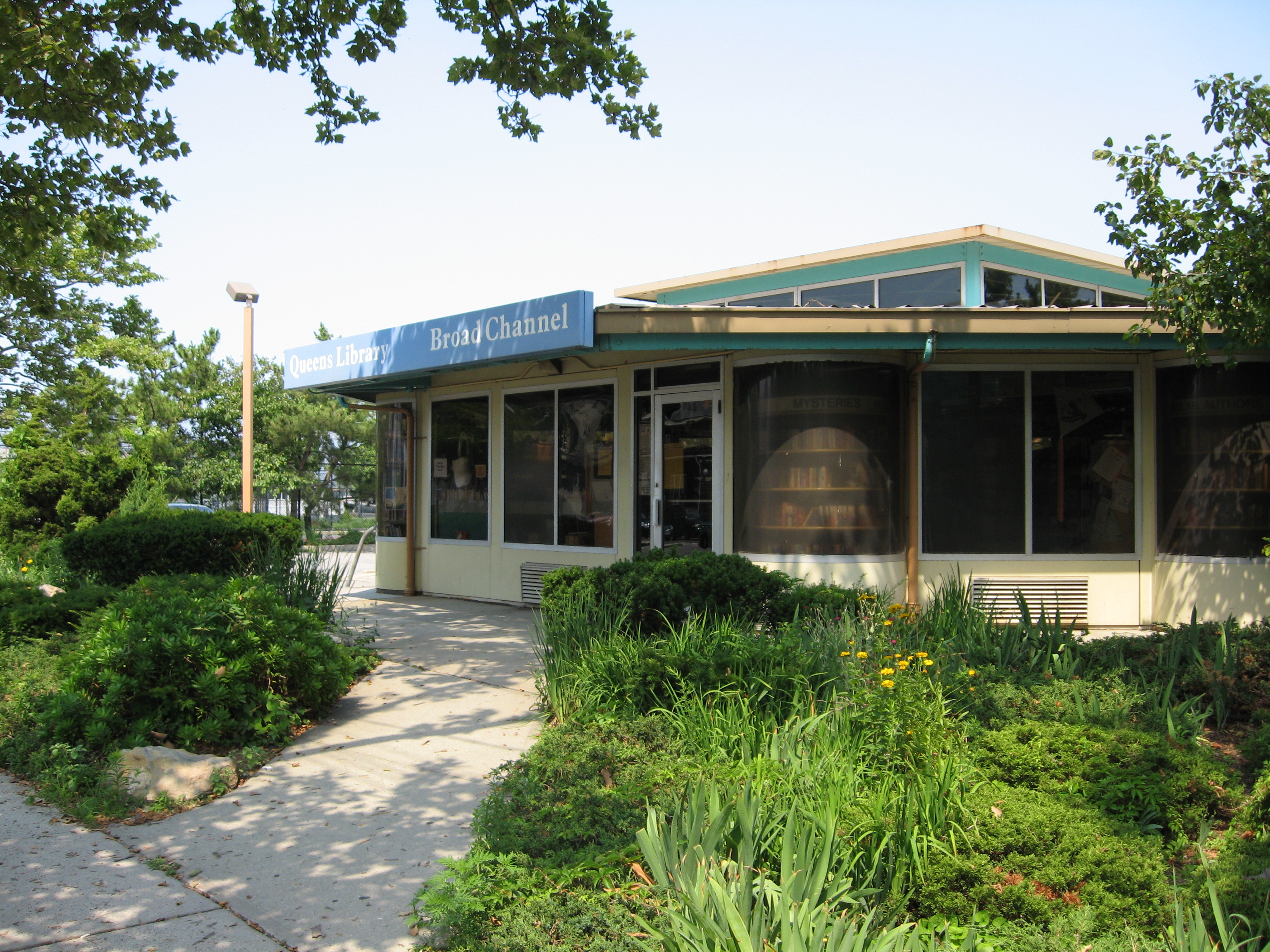
Biblioteca Broad Channel
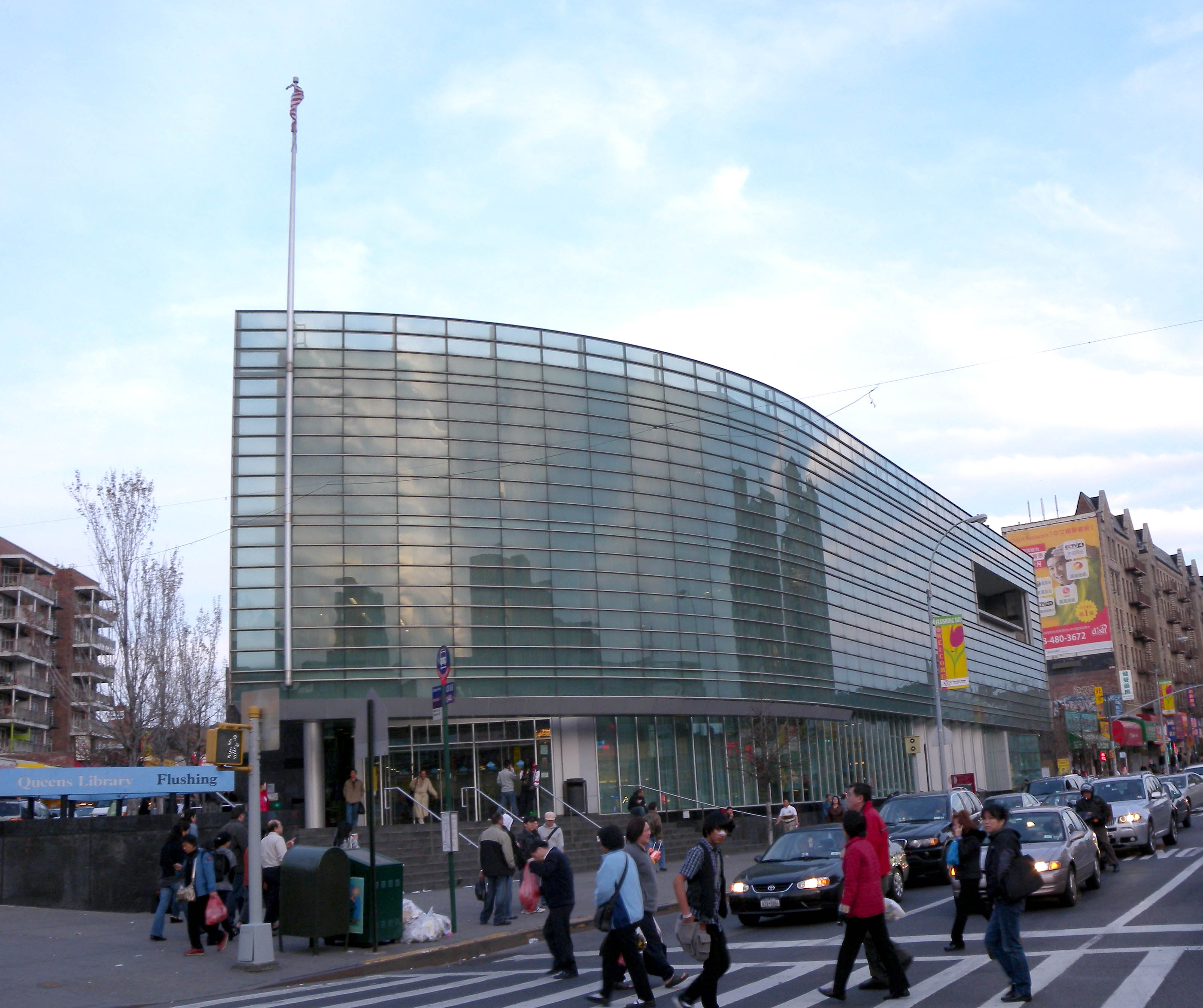
Biblioteca Flushing
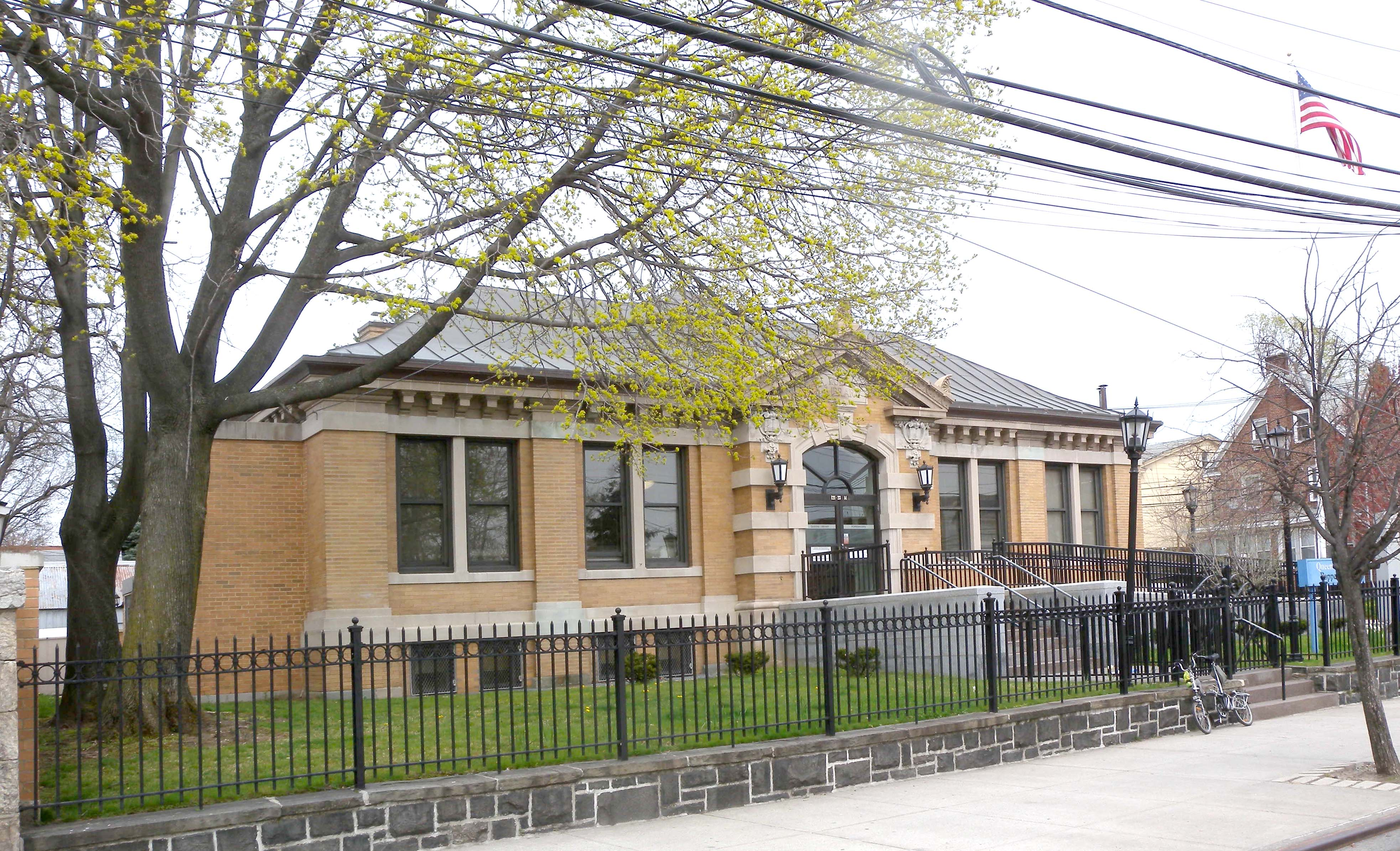
Bibiloteca Poppenhusen